# Krušovice (pivo)
Krušovice je značka piva, které se vyrábí v pivovaru Krušovice od roku 1581.

## Druhy krušovického piva

### Dříve vyráběná piva
- Světlé (alk. 3,8 % obj.)
- Imperial (alk. 5,0 % obj.)
- Radler (alk. 2,2 % obj.) Pivo+Citronová limonáda
- Jubilejní ležák (alk. 4,7 % obj.)
- Extra hořký ležák (alk. ??? obj.)
- Ale MoC Dovolená (alk. 5,3 % obj.)

### Piva vyráběná v roce 2018
- Krušovice Ležák za studena chmelený (alk. 4,8 % obj.)
- Krušovice Královská 12 (alk. 5,0 % obj.)
- Krušovice Řízná 10 (alk. 4,2 % obj.)
- Krušovice Černé (alk. 3,8 % obj.)
- Krušovice K11 (alk. 4,8 % obj.)
- Krušovice Mušketýr (alk. 4,5 % obj.)

### Piva vyráběná v roce 2022
- Krušovice Královský Ležák 12 - světlý ležák (alk. 5,0 %. obj.)
- Krušovice Královský Originál 10 - světlé výčepní pivo (alk. 4,2 %. obj.)
- Krušovice Královsky Hořké Nealko - plná chuť a hořkost jako ležák
- Krušovice Královské Černé - tmavé pivo (alk. 3,8 %. obj.)
- Krušovice 11 Mušketýr (alk. 4,6 %. obj.)
- Krušovice Pšeničné - svrchně kvašený nefiltrovaný pšeničný ležák (alk. 4,6%)
- Krušovice Nefiltr - světlé plné pivo (alk. 5,0%)